# Vlastiboř u Soběslavi

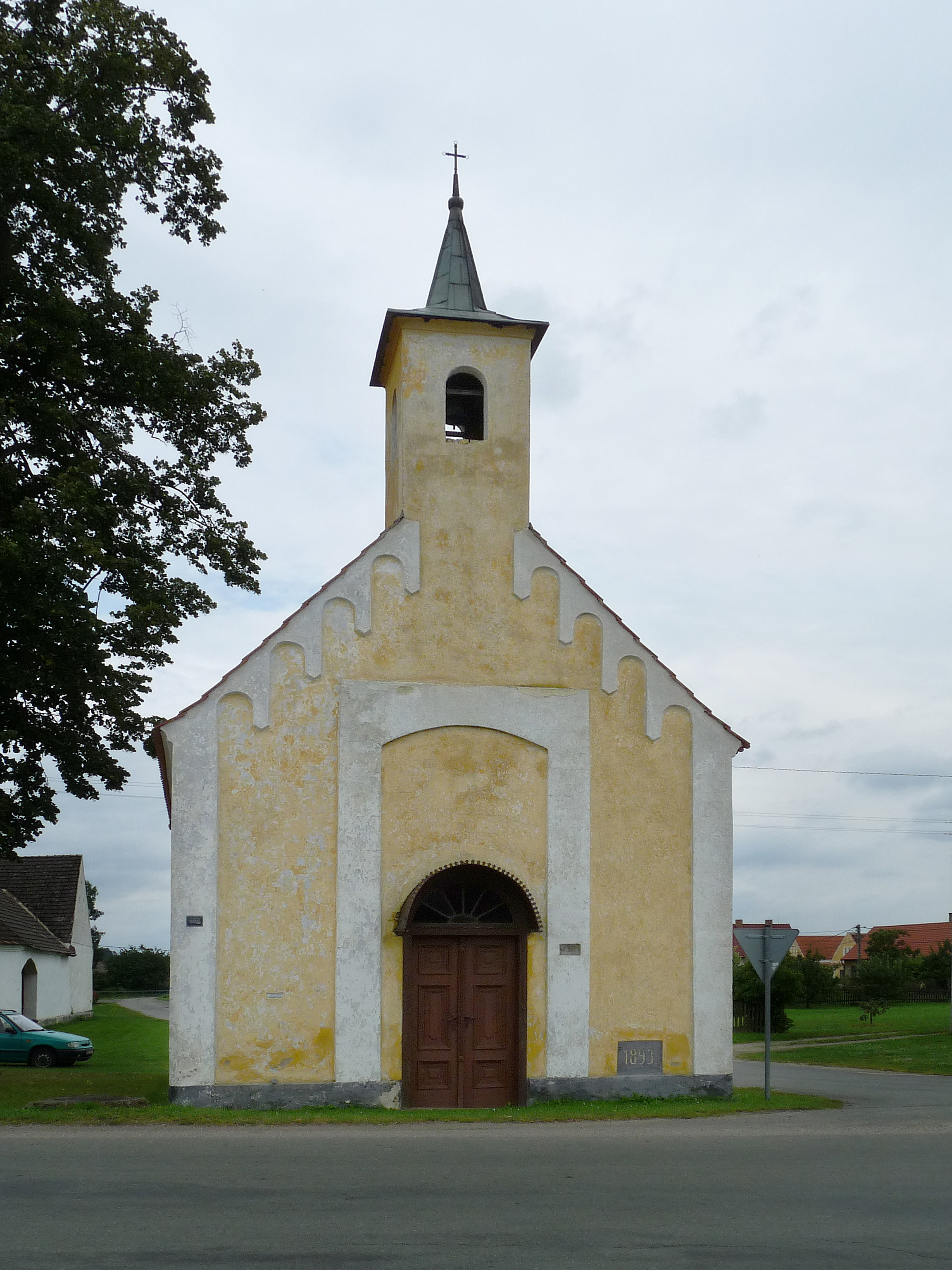
Kapelle in Vlastiboř

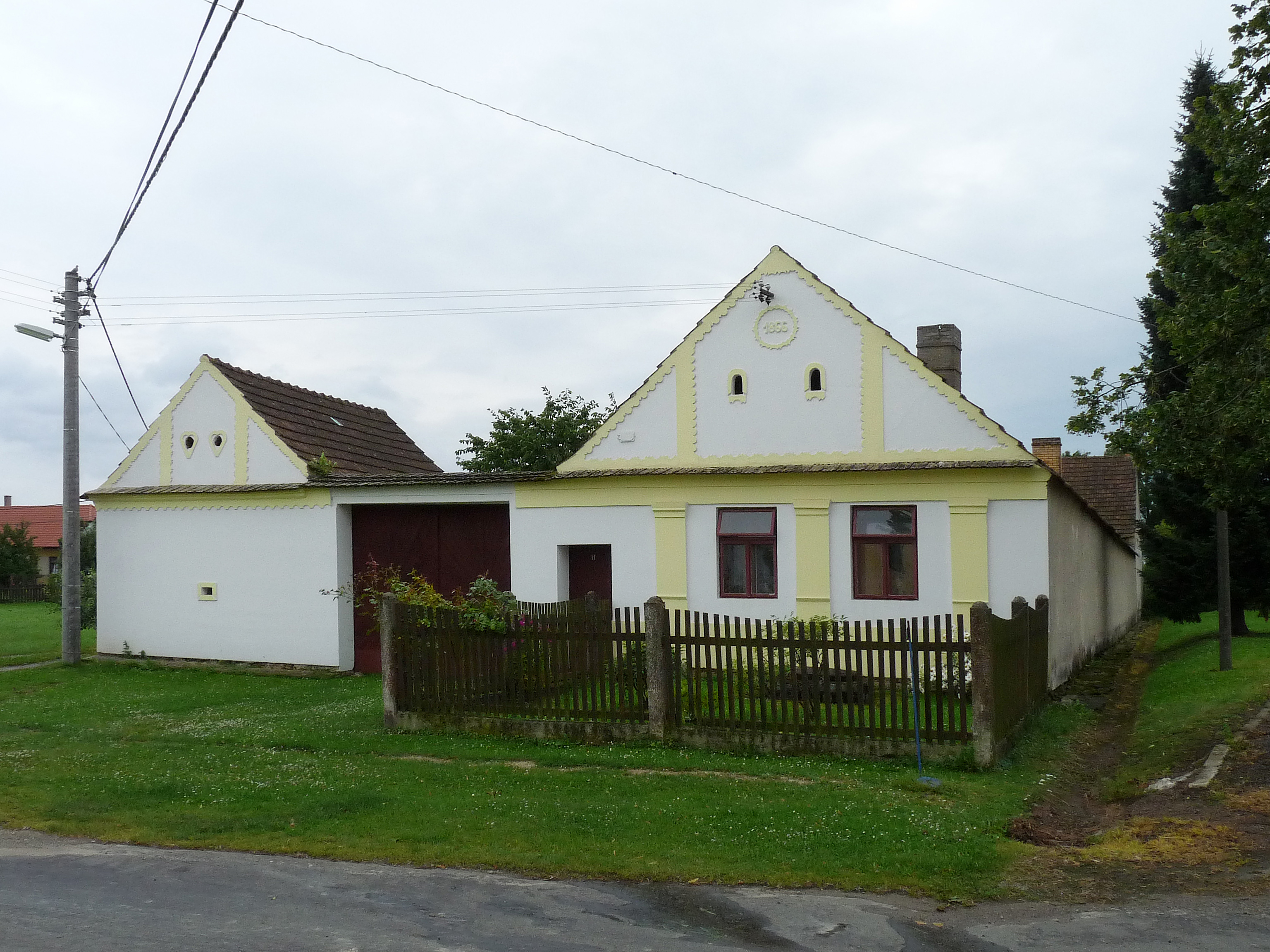
Gehöft Nr. 11 in Vlastiboř, erbaut 1855

Vlastiboř (deutsch Wlastiborsch) ist eine Gemeinde in Tschechien. Sie liegt sechs Kilometer westlich von Soběslav in Südböhmen und gehört zum Okres Tábor.

## Geographie
Vlastiboř befindet sich beiderseits des Baches Bechyňský potok bzw. Rytířský potok im Landstrich Soběslavská blata im Wittingauer Becken. Nordöstlich erhebt sich die Chrastina (513 m). Im Westen liegen die Teiche Naděje und Komárovský rybník.
Nachbarorte sind Debrník im Norden, Nedvědice und Pod Svákovem im Nordosten, U Luhu, Soběslav, Mokrá (deutsch: Mokrei) und Vesce im Osten, Záluží im Südosten, Borkovice, Borkovický Dvůr, Mažice und Zálší im Süden, Klečaty im Südwesten, Naděje, Komárovská Hajnice und Komárov im Westen sowie Svinky im Nordwesten.

## Geschichte
Legenden zufolge soll Vlastiboř durch einen Vladiken Vlastibor als dem Stamm der Dúdlebi gegründet worden sein. Die erste schriftliche Erwähnung von Lastibor erfolgte am 1. April 1354, als Ulrich IV. von Neuhaus den rechts des Bechyňský potok gelegenen größeren Teil des Dorfes zusammen mit Zálší, Sviny, Svinky, Mažice und Borkovice an die Rosenberger verkaufte. Besitzer des links des Baches befindlichen kleineren Anteils war das Kloster Louňovice. Nach den Hussitenkriegen wechselte der größere Anteil häufig die Besitzer, Klein Lastibor gelangte schließlich an die Stadt Tábor. Wegen der Beteiligung am Ständeaufstand von 1547 wurden die Güter der Stadt Tábor konfisziert und Klein Lastibor zusammen mit zwölf weiteren Dörfern am 19. März 1548 durch Albrecht von Guttenstein auf Žirovnice für sein Mündel Wilhelm von Rosenberg angekauft und an die Herrschaft Wittingau angeschlossen. Im Jahre 1584 erwarb Wilhelm von Rosenberg auch Klein Lastibor. Sein Bruder Peter Wok von Rosenberg verkaufte die Abgaben aus Groß- und Klein Lastibor zehn Jahre später der zur Herrschaft Wittingau zugehörigen Schutz- und Munizipalstadt Soběslav. Im Jahre 1840 bestand Lastiboř aus insgesamt 41 Häusern mit 264 Einwohnern. Pfarrort war Nedwietitz (Nedvědice). Die Große Seite bzw. Groß Lastiboř war formell Teil der Herrschaft Wittingau, die Kleine Seite bzw. Kleine Lastiboř Teil des Gutes Zborow; jedoch standen die Steuern und Abgaben sowie alle Verbindlichkeiten dem Dominium Soběslav zu. Bis zur Mitte des 19. Jahrhunderts blieb Lastiboř immer der Stadt Soběslav untertänig, war ihr aber nie eigentümlich.
Nach der Aufhebung der Patrimonialherrschaften bildete Lastiboř ab 1850 mit dem Ortsteil Záluží eine Gemeinde in der Bezirkshauptmannschaft Tábor und dem Gerichtsbezirk Soběslav. Später setzte sich der Ortsname Vlastiboř durch. Záluží löste sich 1878 los und bildete unter dem Namen Záluží u Vlastiboře eine eigene Gemeinde. Im Jahre 1948 wurde Vlastiboř aus dem Okres Tábor in den neugebildeten Okres Soběslav ausgegliedert. Dieser wurde 1961 wieder aufgelöst und die Gemeinde erneut dem Okres Tábor zugeordnet. Zugleich erfolgte die Eingemeindung von Záluží u Vlastiboře und Svinky. Der amtliche Name des Ortsteils Záluží u Vlastiboře wurde mit Beginn des Jahres 1976 auf Záluží verkürzt. Die Ortskerne von Vlastiboř und Záluží sind seit 1995 als ländliche Denkmalschutzgebiete geschützt.

## Gemeindegliederung
Die Gemeinde Vlastiboř besteht aus den Ortsteilen Svinky (Swinek), Vlastiboř (Wlastiborsch) und Záluží (Salusch).

## Sehenswürdigkeiten
- Kapelle in Vlastiboř, erbaut 1893
- Kapelle des hl. Florian in Svinky, errichtet im 18. Jahrhundert als einmalige Kombination von Kapelle und Dorfschmiede. Später wurde darin auch das Spritzenhaus untergebracht.
- Kapelle in Záluží, sie entstand im 18. Jahrhundert
- Museum in Záluží, es umfasst die Dorfschmiede mit einer Ausstellung von historischen Werkzeugen sowie ein anliegendes Haus mit Schwarzküche und Puppenausstellung
- zahlreiche Gehöfte im Blatastil des südböhmischen Bauernbarock
- Torfmoor Borkovická blata, südlich des Ortes

## Söhne und Töchter der Gemeinde

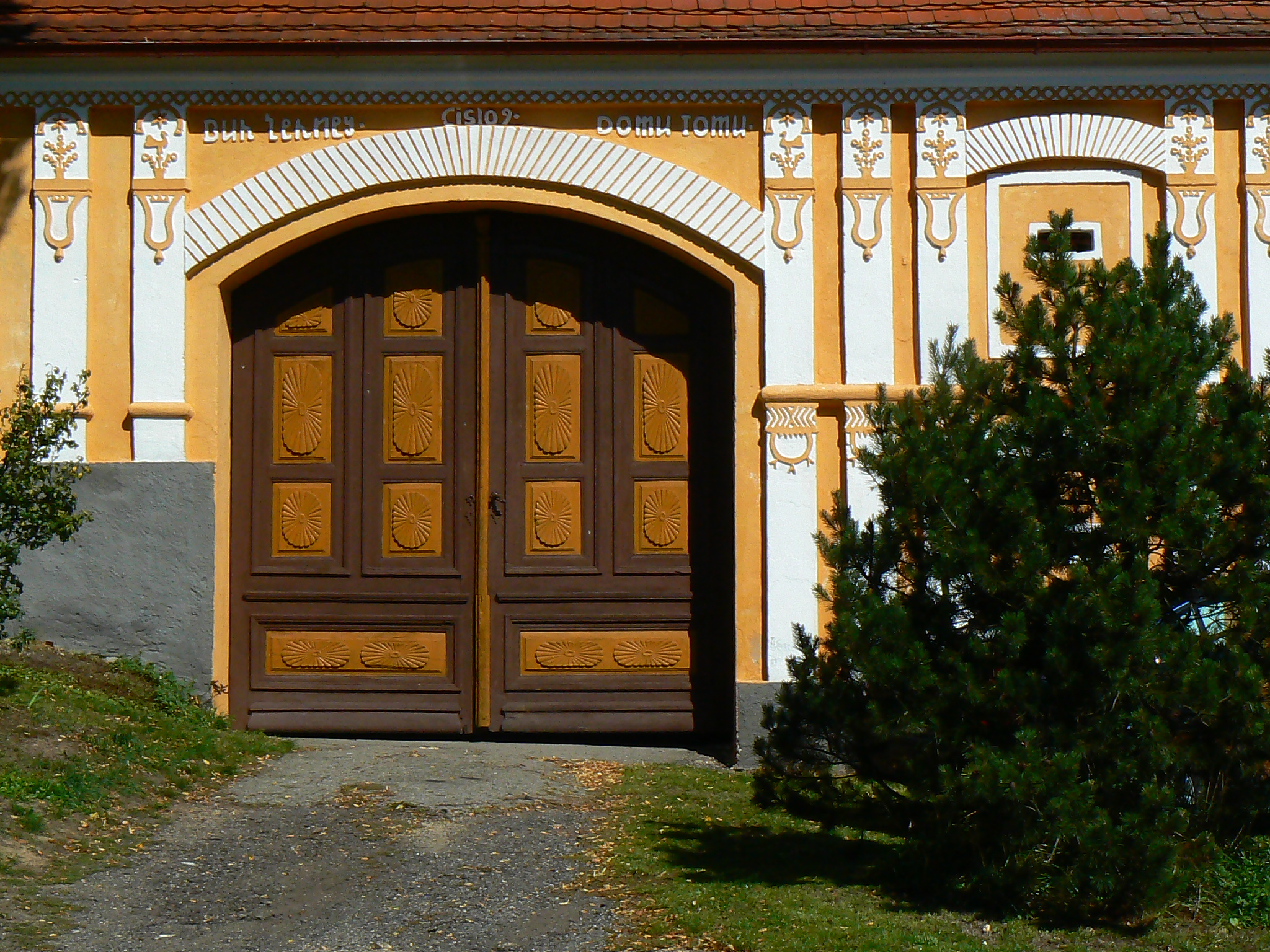
Torschmuck am 1870 von Martin Paták erbauten Gehöft Nr. 9 in Záluží

- Martin Paták (1820–1889), der Mauermeister und Künstler begann ab 1862 in Komárov mit der Errichtung von schmuckvollen gemauerten Höfen anstelle von Holzbauten. Weitere Höfe errichtete Paták in Vlastiboř, Záluží, Debrník, Vesce und Čeraz. Sein Sohn Jan Paták (1859–1943) setzt das väterliche Werk fort und errichtet auch Gebäude in Nedvědice und Wien.
- František Kotlaba (1927–2020), war Botaniker und Mykologe